# Port lotniczy Þórshöfn
Port lotniczy Þórshöfn (isl. Þórshafnarflugvöllur, IATA: THO, ICAO: BITN) – islandzki port lotniczy w zlokalizowany w miejscowości Þórshöfn.

## Linie lotnicze i kierunki lotów
| Linia lotnicza | Kierunek                    |
| -------------- | --------------------------- |
| Norlandair     | 1. Akureyri 2. Vopnafjörður |